# サルダル・アズムン
サルダル・アズムン（ペルシア語: سردار آزمون, トルクメン語: Serdar Azmun, 1995年1月1日 - ）は、イラン・ゴレスターン州ゴンバデ・カーヴース出身のサッカー選手。アル・アハリ・ドバイ所属。イラン代表。ポジションはフォワード。元バレーボールU-15イラン代表。
2022年、代表からの追放も覚悟しイラン政府による女性弾圧を巡り、抗議運動を行っていたが、無事にワールドカップメンバー入りを果たした。
代表では19歳で初出場して以降、10年以上に渡って活躍しており、得点数は歴代2位。国籍はイランでトルクメン人である。

## 経歴

### 幼少期
9歳の時に、ゴンバデ・カーヴースにあるクラブOghab Gonbadでサッカーを始めた。父親がバレーボールのイラン代表選手だったこともあり、バレーボールも同時にしていた。バレーボールのU-15イラン代表にも選ばれた。数年後、Shamoushak Gorganというクラブに加入し、その後、エトカー・ゴルガーンFCに加入した。15歳の時に、セパハンFCのユースチームに加入した。サッカーの方が好きだったためバレーボールはここで辞めた。トルコでの親善試合に出場するなどしたが、トップチームでの出場機会は無かった。チームは2011-12シーズンのイラン・プロリーグを優勝した。
この頃ウイングやトップ下として起用されていたことから、メディアに「イランのメッシ」と書かれたが、本人は「ぼくのどこがメッシに似ているんだろうか？選手としての特徴がメッシとは全く違う。自分のお気に入りはズラタン・イブラヒモヴィッチだ。彼のプレーは大好きなんだ」と話した。

### ルビン・カザン
2012-13シーズン、ユースチームでの活躍を評価され、ロシアサッカー・プレミアリーグのルビン・カザンが興味を示した。2013年1月、クラブからプロ契約のオファーを受け、国内クラブのエステグラルFCとペルセポリスFCが興味を示す中、ルビン・カザンからオファーを受けた。アズムンは、グルバン・ベルディエフ監督が率いるルビン・カザンに移籍することを選んだ。これにより、国外でプレーする最も若いイラン人選手となり、ロシアサッカー・プレミアリーグでプレーする初めてのイラン人選手となった。

#### 2012-13シーズン
2012-13シーズンは、リザーブチームで8試合に出場し、2得点を記録しイエローカードを1枚受けた。何度かトップチームの試合でベンチ入りしたが、出場機会は無かった。

#### 2013-14シーズン

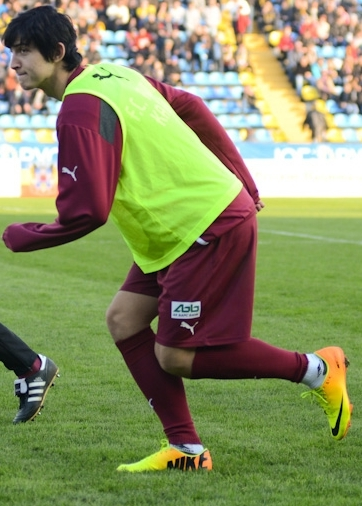
FCルビン・カザンでのアズムン

2013年7月25日、UEFAヨーロッパリーグ予選のFKヤゴディナ戦に途中出場し、トップチームデビューを果たした。8月29日、UEFAヨーロッパリーグ・プレーオフのモルデFK戦で初得点を記録した。2013年10月6日、アンジ・マハチカラ戦でリーグ戦初出場を果たし、その試合で1得点1アシストを記録した。2014年3月27日、プレミアリーグのアーセナルFCが19歳のアズムンに対し、200万ポンドのオファーを出し、他にもACミラン、ユヴェントスFC、リヴァプールFC、トッテナム・ホットスパーFC、FCバルセロナが関心を示した。2014年3月30日、FCロストフ戦でリーグ戦2得点目を記録した。その次の試合のFCゼニト・サンクトペテルブルク戦でも得点を記録した。5月10日のクリリヤ・ソヴェトフ・サマーラ戦でシーズン4点目の得点を記録した。

#### 2014-15シーズン
2014年7月4日、アーセナル、リヴァプール、ゼニト・サンクトペテルブルクからのオファーを受けながらも、ルビン・カザンに残留することが発表された。2014年8月9日、FCテレク・グロズヌイ戦でシーズン初得点を記録した。10月30日、ロシアカップのFCスパルタク・モスクワ戦でゴールを挙げ、勝利に貢献した。

### ロストフ

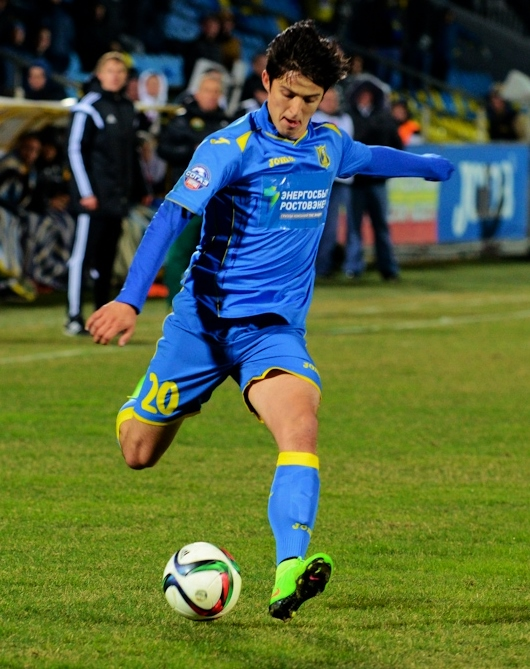
2015年3月16日、クラスノダール戦でプレーするアズムン

2015年2月26日、シーズン終了までの3ヶ月半のレンタルで、FCロストフに移籍した。3月16日、FCクラスノダール戦で移籍後初得点を記録した。4月26日、FCディナモ・モスクワ戦でゴールを挙げ、この節のリーグベストイレブンに選出された。降格プレーオフでもゴールを挙げた。

#### 2015-16シーズン
2014-15シーズン終了までのレンタル契約が2015-16シーズン終了まで延長され、FCロストフに残留した。2015年8月22日、CSKAモスクワ戦でシーズン初得点を記録した。シーズン前半は良いパフォーマンスを披露し、プレミアリーグ・ストーク・シティが獲得に動き、その後、2016年3月にはエヴァートンが獲得に動いた。2016年4月16日のゼニト・サンクトペテルブルク戦とゴールを挙げると、5月12日のディナモ・モスクワ戦で2得点を挙げ、チームのリーグ2位キープに貢献した。2016年5月16日、FCウラル戦でも得点を挙げ、チームが勝利したため、UEFAチャンピオンズリーグ 2016-17の出場権獲得が確定した。
前述のゼニト・サンクトペテルブルク戦からFCウラル戦まで、アズムンは5試合連続でゴールを挙げ、6得点を記録した。シーズン最終節、FCロストフが優勝するには勝利した上で、首位のCSKAモスクワが引き分け以下の結果になることが必要な状況であった。FCロストフはアズムンのアシストもあり、FCテレク・グロズヌイに勝利したが、CSKAモスクワも勝利したため、FCロストフは優勝を逃し2位でシーズンを終え、UEFAチャンピオンズリーグ 2016-17のプレーオフからの出場権を獲得した。このシーズン、得点ランキング上位の選手のおよそ半分の出場機会ながら、9得点を挙げ得点ランキング7位となった。さらに、MVP投票では、フョードル・スモロフ、ムサ・ドゥンビア、フッキらに次ぐ5位になった。

#### 2016-17シーズン

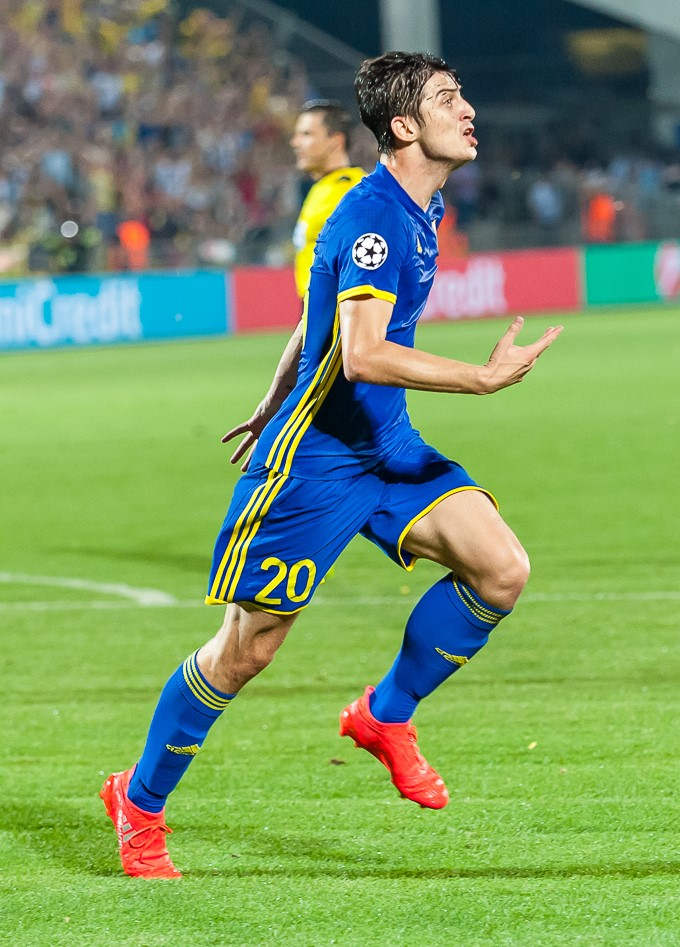
2016年、アヤックス戦でプレーするアズムン

ルビン・カザンに復帰することが発表されたが、FCロストフは買取オプションを行使した。それに対し、ルビン・カザンは買取オプションを否定し、アズムンはルビン・カザンの選手であるとして、FIFAに訴えた。FCロストフはスポーツ仲裁裁判所(CAS)に訴え、2016年7月22日にCASは一時的にFCロストフの主張を認め、アズムンはUEFAチャンピオンズリーグのメンバーに含まれた。FCロストフの弁護士のユーリ・ザイツェフ氏は、最終的なCASの裁定は2016年末から2017年夏までに出されない可能性があるとした。

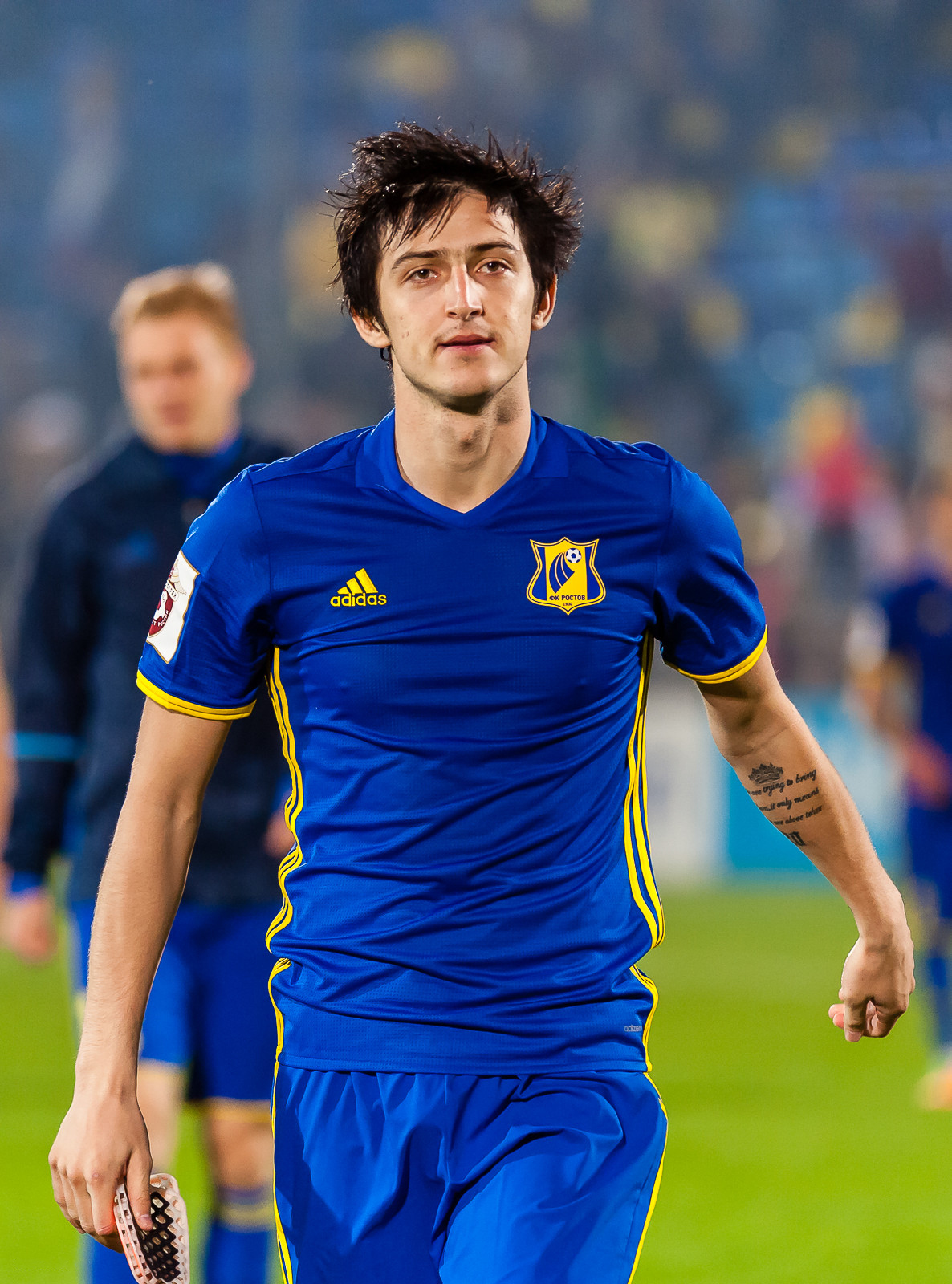
FCロストフでのアズムン

2016年7月26日、UEFAチャンピオンズリーグ予選のRSCアンデルレヒト戦でチャンピオンズリーグ初出場を果たした。8月3日のアンデルレヒトとの第2戦では、チャンピオンズリーグ初ゴールを挙げた。2016年8月24日、プレーオフ第2戦・アヤックス戦でも得点を記録し、クラブ初のチャンピオンズリーグ・グループリーグ出場に貢献した。2016年11月1日、アトレティコ・マドリード戦でゴールを挙げた。これにより、2005年のアリ・カリミ以来、イラン人としては2人目のチャンピオンズリーグでのゴールを挙げた選手となった。
2016年11月23日、FCバイエルン・ミュンヘン戦でもゴールを挙げ、チームは3-2でバイエルンに勝利し、グループリーグ初勝利を手にした。チャンピオンズリーグでの活躍により、リヴァプール、アーセナル、オリンピック・マルセイユ、ボルシア・ドルトムント、バイエル・レバークーゼンなどビッグクラブの注目を集めた。2016年11月6日、FCアルセナル・トゥーラ戦でシーズン初得点を記録した。11月28日のFCアンジ・マハチカラ戦でシーズン2点目のゴールを挙げた。2017年1月26日、FIFAはFCロストフへの移籍に関するルビン・カザンの訴えを棄却した。2017年3月3日、FCトム・トムスク戦で冬季中断明け初ゴールを挙げた。5月14日には、古巣ルビン・カザン戦で2得点を挙げた。2016-17シーズン終了後、セルティックFC、エヴァートンFC、バレンシアCFなどのクラブが関心を示した。

### ルビン・カザン
2017年6月、ルビン・カザンに復帰した。2017年7月14日、FCロストフはルビン・カザンとの移籍契約を確認した。

### ゼニト
2019年2月、FCゼニト・サンクトペテルブルクへの完全移籍が発表された。ここでの大きな活躍がステップアップに繋がった。

### レバークーゼン
2022年1月22日、バイエル・レバークーゼンと5年契約を締結し、同年7月より加入することが発表されたが、前倒しして1月30日に加入した。背番号は9番に決定した。イラン政府による女性弾圧を巡り、抗議運動を行った。イランでは法律で女性のヒジャブ着用が義務づけられているが、違反者が警察の暴行によって殺害されるなど異常な取り締まりの実態に対する抗議であり、2023年現在もこの状態は続いている。また、抗議をSNS上で支持したイラン代表選手が逮捕される事態も起きている。バイエルン・ミュンヘン戦ではバイエルンサポーターが、抗議に対して支持を表明する横断幕を出した。

### ASローマ
2023年8月26日、ASローマへの買取オプション付きのローン移籍が発表された。11月5日、USレッチェ戦では後半アディショナルタイムに同点ゴールとなる移籍後初ゴールを挙げた。
2024年、セリエA第25節のフロジノーネ戦で得点した後に、後輩のディーン・ハイセンの得点後の非礼なゴールセレブレーションを既に交代で退いていたハイセンの代わりに謝罪した。

### UAE
2024-25シーズン開幕前よりシャビ・アロンソの構想に入っていないことが報じられ、練習の無断欠席が続いたのち、アル・アハリ・ドバイに移籍した。リーグ戦開幕に先駆けて行われたリーグカップ戦1回戦で、2得点の活躍で2-0の勝利に貢献、迎えた開幕戦では1-1の状況で、アディショナルタイムに決勝点を決め2-1の勝利に貢献した。リーグ戦開幕5戦で5得点1アシストと大活躍し、得点ランク首位に並んだ。

## 代表歴
U-20イラン代表として、CISカップ2012で、6試合で7ゴールを挙げ、得点王になった。2013年10月8日、AFC U-19選手権2014予選でプレーした。レバノン戦では2得点1アシストを記録し、PKも獲得した。2015年3月、リオデジャネイロオリンピック予選に向けたU-23イラン代表に選出された。3試合で4得点を挙げる活躍を披露した。AFC U-23選手権2016は所属クラブのロストフが召集に応じなかったため出場しなかった。2013年10月5日、カルロス・ケイロス監督が率いるイランのフル代表に初召集された。2014年5月26日、モンテネグロ代表との親善試合でフル代表デビューした。2014 FIFAワールドカップに出場するイラン代表の暫定メンバーに選ばれたが、最終的にはメンバーから外れた。2014年11月18日、韓国戦で代表初得点を記録した。2014年12月30日、AFCアジアカップ2015のメンバーに選出された。2015年1月4日に行われたライバル・イラク代表との親善試合でゴールを挙げた。グループリーグ第2節のカタール戦では素晴らしいプレーを披露した。
2015年6月16日、2018 FIFAワールドカップ予選のトルクメニスタン戦でゴールを挙げた。2015年9月3日、グアム代表戦で代表では初の1試合2得点を記録した。2016年6月2日、マケドニア戦でハットトリックを達成した。2017年6月12日、ウズベキスタン戦で先制点を挙げ、チームは勝利し、2018 FIFAワールドカップの出場権を獲得した。2018 FIFAワールドカップのメンバーにも選出された。
2018年のワールドカップではグループステージ3試合全てに出場したがゴールを決められずイランは敗退。その後、アズムンは自身の母親がイランサポーターから中傷を受けたことを理由に代表引退を表明した。しかし同年10月に、イランサッカー連盟の会長に説得され代表に復帰した。
2019年アジアカップに出場しグループリーグではイエメン戦で1得点、ベトナム戦では2得点を挙げた。チームはグループリーグを1位で通過し準々決勝の中国戦で1得点を挙げた。準決勝で日本と対戦したが無得点に終わり、チームも敗北した。終盤にはラフプレーでイエローカードを貰った。合計4得点を挙げ大会得点ランキング2位タイで終えた。敗戦の2時間後にはこの試合の立ち振舞について自身のSNS上で自国サポーターに向けて謝罪をしている。
所属チームのASローマでは、ロメル・ルカク、パウロ・ディバラら選手層が厚くベンチメンバーだが、迎えたアジアカップ2024では、前回大会から進化を見せて、大会レベルを超越した実力が猛威を振るった。準々決勝の日本戦では、後半10分、相手ゴール前でボールをキープし絶妙なパスで同点弾をアシスト、直後には単独でディフェンス陣を翻弄してゴールネットを揺らしたが、わずかにオフサイドを取られた。その後も、ラインブレイカー兼チャンスメイカーとして勝利に貢献した。試合後には涙を流した。準決勝のカタール戦も気合いを見せてチームを鼓舞、アクロバティックなスーパーゴールを決めたが、チームはアディショナルタイム16分の末に敗北した。5試合出場で2得点3アシストを記録した。

## 所属クラブ
- ルビン・カザン 2013-2016

→ ロストフ 2015-2016（loan）
- ロストフ 2016-2017
- ルビン・カザン 2017-2019
- ゼニト 2019-2022
- バイエル・レバークーゼン 2022-

→ ASローマ 2023- (loan)

## 個人成績
2022年1月21日時点
| 年度    | クラブ         | 背番号         | リーグ         | 出場   | 得点   | 出場   | 得点   | 出場    | 得点    | 出場     | 得点     |
| ロシア  | ロシア         | ロシア         | ロシア         | リーグ | リーグ | カップ | カップ | CL / EL | CL / EL | 期間通算 | 期間通算 |
| ------- | -------------- | -------------- | -------------- | ------ | ------ | ------ | ------ | ------- | ------- | -------- | -------- |
| 2012-13 | ルビン・カザン | 69             | 1部            | —      | —      | —      | —      | —       | —       | —        | —        |
| 2013-14 | ルビン・カザン | 69             | 1部            | 14     | 4      | 1      | 0      | 2       | 1       | 17       | 5        |
| 2014-15 | ルビン・カザン | 69             | 1部            | 13     | 1      | 2      | 1      | —       | —       | 15       | 2        |
| 2014-15 | ロストフ       | 20             | 1部            | 11     | 3      | —      | —      | —       | —       | 11       | 3        |
| 2015-16 | ロストフ       | 20             | 1部            | 24     | 9      | —      | —      | —       | —       | 24       | 9        |
| 2016-17 | ロストフ       | 20             | 1部            | 27     | 7      | —      | —      | 14      | 5       | 41       | 12       |
| 2017-18 | ルビン・カザン | 33             | 1部            | 26     | 5      | 2      | 0      | —       | —       | 28       | 5        |
| 2018-19 | ルビン・カザン | 33             | 1部            | 14     | 4      | 3      | 1      | —       | —       | 17       | 5        |
| 2018-19 | ゼニト         | 7              | 1部            | 12     | 9      | —      | —      | 4       | 3       | 16       | 12       |
| 2019-20 | ゼニト         | 7              | 1部            | 28     | 17     | 3      | 0      | 6       | 2       | 37       | 19       |
| 2020-21 | ゼニト         | 7              | 1部            | 24     | 19     | 0      | 0      | 4       | 0       | 28       | 19       |
| 2021-22 | ゼニト         | 7              | 1部            | 15     | 7      | 0      | 0      | 5       | 2       | 20       | 9        |
| 通算    | ルビン・カザン | ルビン・カザン | ルビン・カザン | 67     | 14     | 10     | 4      | 2       | 1       | 81       | 19       |
| 通算    | ロストフ       | ロストフ       | ロストフ       | 62     | 19     | —      | —      | 14      | 5       | 76       | 24       |
| 通算    | ゼニト         | ゼニト         | ゼニト         | 30     | 16     | 1      | 0      | 19      | 7       | 50       | 23       |
| 総通算  | 総通算         | 総通算         | 総通算         | 159    | 49     | 9      | 2      | 33      | 13      | 201      | 64       |

- その他の公式戦
  - 2015年 - ロシア・プレミアリーグ・プレーオフ 1試合 1得点
  - 2019年 - ロシア・スーパーカップ 1試合 2得点

## 代表歴

### 出場大会
- イラン代表
  - 2018 FIFAワールドカップ
  - 2022 FIFAワールドカップ

### 試合数
- 国際Aマッチ 75試合 49得点（2014年-）[78]

| イラン代表 | 国際Aマッチ | 国際Aマッチ |
| 年         | 出場        | 得点        |
| ---------- | ----------- | ----------- |
| 2014       | 3           | 1           |
| 2015       | 11          | 7           |
| 2016       | 8           | 8           |
| 2017       | 8           | 6           |
| 2018       | 10          | 2           |
| 2019       | 10          | 8           |
| 2020       | 1           | 1           |
| 2021       | 9           | 6           |
| 2022       | 8           | 2           |
| 2023       | 7           | 8           |
| 2024       |             |             |
| 通算       | 75          | 49          |

## タイトル

### ゼニト
- ロシア・プレミアリーグ

 優勝 (4) :　2018-19, 2019-20, 2020-21, 2021-22
- ロシア・カップ

 優勝 (1) :　2019-20
- ロシア・スーパーカップ

 優勝 (1) :2020, 2021

### 個人
- ロシア・プレミアリーグ得点王：2019-20